# Kungssången
Kungssången (швед. Kungssången — песня короля) — шведский королевский гимн. Не является национальным гимном Швеции, однако традиционно исполняется при таких мероприятиях, как день рождения короля, церемония вручения Нобелевской премии и ежегодное торжественное открытие Риксдага.

## История
Музыка гимна была написана в 1844 году композитором Отто Линдбладом. Впервые произведение было исполнено 4 декабря 1844 года в Лунде, на мероприятии, организованном Лундским университетом по случаю восшествия на престол шведского и норвежского короля Оскара I. Песня была написана для мужского хора a cappella.
В 1893 году Kungssången официально получил статус королевского гимна, сменив песню Bevare Gud vår Kung, мелодия которой повторяла британский гимн «Боже, храни короля».

## Текст
Традиционно исполняется первая строфа, если на церемонии присутствует король, и пятая — если он отсутствует. Вторая, третья и четвёртая строфы исполняются лишь в исключительных случаях.
Первая строфа:
Ur svenska hjärtans djup en gång

en samfälld och en enkel sång,

som går till kungen fram!

Var honom trofast och hans ätt,

gör kronan på hans hjässa lätt,

och all din tro till honom sätt,

du folk av frejdad stam!
Из глубин шведских сердец

однажды — единая и простая песнь,

что направляется к королю!

Будь ему верен, и его роду,

пусть корона будет легка на его голове,

возложи на него всю свою веру,

ты, народ славного происхождения!